# Ткач, Антон
Антон Ткач (словац. Anton Tkáč; 30 марта 1951, Лозорно, Братиславский край — 22 декабря 2022, Братислава) — словацкий велогонщик, тренер и спортивный функционер. Трёхкратный чемпион мира по трековым велогонкам, чемпион летних Олимпийских игр 1976 года в Монреале. Президент Словацкого союза велосипедистов (SCZ).

## Спортивная карьера
Антон Ткач — самый известный словацкий велогонщик. Он начинал с трековых гонок среди любителей на 1 км. В этой дисциплине завоевал на Чемпионате мира в Лестере (Великобритания) в 1970 году бронзовую медаль. Но на летней Олимпиаде в Мюнхене 1972 года на треке 1 км показал лишь 13-е время. Вскоре Ткач переориентировался на спринт и в 1970-1980-е годы в этой дисциплине участвовал на чемпионатах мира. Впервые чемпионат мира он выиграл в 1974 году, проходивший в Монреале. Спустя 2 года там же он выиграл олимпийское золото, сумев опередить француза Даниэля Морелона, трёхкратного олимпийского чемпиона и семикратного чемпиона мира. Ткач стал пятым словацким олимпийским чемпионом. На Чемпионате мира 1978 года в Мюнхене (ФРГ) Ткач вновь побеждает в спринте, опередив двух восточнонемецких велогонщиков Эмануэля Раша и Кристиана Дрешера.
В ранге олимпийского чемпиона Монреаля Ткач дважды, в 1976 и 1978 годах, признавался в Чехословакии спортсменом года. Когда выявляли лучших словацких велосипедистов XX века, Ткачу отдали первую строчку. А второе место он получил в рейтинге лучших спортсменов столетия в Словакии.

## После завершения спортивной карьеры
После окончания спортивной карьеры Ткач учился на факультете физического воспитания и спорта по специальности «велосипедный спорт» в Братиславе (1978-1983).
В 1981—1992 годах занимал пост тренера национальной сборной. С 1993 года исполнял обязанности советника министра обороны по вопросам спорта. В дальнейшем Антон Ткач был председателем Словацкой ассоциации олимпийцев, а с 2001 года — президентом Словацкого союза велосипедистов. Также являлся членом исполкома Олимпийского комитета Словакии.